# Baş Şabalıd
Baş Şabalıd (azerbajdzjanska: Şabalıd) är en ort i Azerbajdzjan.   Den ligger i distriktet Şəki Rayonu, i den centrala delen av landet, 250 kilometer väster om huvudstaden Baku. Baş Şabalıd ligger 792 meter över havet och antalet invånare är 815.
Terrängen runt Baş Şabalıd är bergig österut, men västerut är den kuperad. Närmaste större samhälle är Sheki, 13,1 kilometer söder om Baş Şabalıd. 
I omgivningarna runt Baş Şabalıd växer i huvudsak lövfällande lövskog. Runt Baş Şabalıd är det ganska glesbefolkat, med 38 invånare per kvadratkilometer.